# Kovács Dezső (labdarúgó)
Kovács Dezső (? – 1981) hatszoros magyar bajnok labdarúgó, csatár, majd hátvéd. A sportsajtóban Kovács II néven volt ismert.

## Pályafutása
1913 és 1925 között az MTK csapatában szerepelt. A sorozatban tíz bajnoki címet nyerő csapat tagja volt. Az 1913–14-es idényben kilenc bajnoki mérkőzésen lépett pályára csatárként. A következő öt idényben csak két idényben szerepelt egy-egy mérkőzésen, de ezzel már háromra nővelte aranyérmeinek számát. Az 1921–22-es és 1922–23-as idényben már hátvédként volt a csapat kezdőjátékosa 11 illetve 15 mérkőzésen és lett ismét bajnok a csapattal. Utolsó bajnoki címét az 1924–25-ös idényben szerezte. Ismét csak egy mérkőzésen szerepelt. Ezután a 33 FC-ben szerepelt, majd az 1920-as évek második felétől az Elektromos SE labdarúgócsapatának vezetője volt.

## Sikerei, díjai
- Magyar bajnokság
  - bajnok: 1913–14, 1917–18, 1920–21, 1921–22, 1922–23, 1924–25
- Magyar kupa
  - győztes: 1914